# 松江市立八雲中学校
松江市立八雲中学校（まつえしりつ やくもちゅうがっこう）は、島根県松江市八雲町西岩坂にある公立中学校。

## 沿革
- 1993年（平成5年）3月31日 - コンピューター教室完成。
- 2005年（平成17年）3月31日 - 松江市立八雲中学校に改称。
- 2006年（平成18年） - 美術部と手芸部が合併し、創作部に改称。

## 教育目標（校訓）
- 友愛 （互いに認め合い、支えあう心豊かな生徒）
- 創造 （自ら求めて学び、思考を深め、新しい自己を創造していく生徒）
- 克己 （厳しく心身を鍛え、困難や欲望に打ち勝つたくましい生徒）

## 部活動

### 運動部
- 野球部
- バレーボール部（男・女）
- 卓球部（男・女）

### 文化部
- 吹奏楽部
- 創作部

## 校区
- 校区は、八雲小学校の通学区域となっている。